# Uru
Uru este un oraș în São Paulo (SP), Brazilia.